# 서주애
서주애(1984년 7월 21일 ~ )는 대한민국의 배우이다.

## 학력
- 공주대학교 사범대학 부설고등학교 졸업
- 이화여자대학교 방송영상학과 학사

### 별칭
- 이대 얼짱

## 출연 작품

### 지상파 드라마
- 2011년 SBS 마이더스 - 수지 역
- 2011년 MBC 남자를 믿었네 - 강대리 역
- 2010년 MBC 아직도 결혼하고 싶은 여자

### 영화
- 2014년 메밀꽃, 운수 좋은 날, 그리고 봄봄 - 메밀꽃 필 무렵 / 성 서방네 처녀 역
- 2013년 싸인 하드
- 2013년 다마고치 심폐소생술
- 2011년 장편애니메이션 소중한 날의 꿈-더빙(경아 역)
- 2011년 장편상업영화 로맨틱 헤븐 - 박준희 역
- 2009년 독립영화 바람의 노래 - 선주 역(주연)

### CF
- 슈퍼백 - 유승호 누나편
- 위스퍼
- 아큐브렌즈
- SK기업브랜드
- 설녹차
- BC카드

## 포트폴리오
- 2013 단편영화 싸인하드-조연출
- 2014 단편영화 어느 멋진 날-조연출